# Ligandum (szervetlen kémia)
A kettőnél több atomból álló molekulákban rendszerint egy központi atom (centrális, akceptor) körül több azonos vagy többé-kevésbé hasonló elektronhéj-szerkezetű atom, atomcsoport vagy kisebb molekula, úgynevezett ligandum (perifériális, donor) helyezkedik el. 
A központi atomot körülvevő ligandumok száma a koordinációs szám.

Egyszerűen fogalmazva: a molekulában a központi atomhoz kapcsolódó atom(csoport).

## Bidentát ligandumok
A többatomos ligandumok tartalmazhatnak egynél több donoratomot (pl. CN- , SCN- ) is, amelyek többféle koordinációra is képesek attól függően, hogy éppen melyik donoratomjuk vesz részt a koordinatív kötés kialakításában. Ez "linkage" izomériához vezet, ami a ligandum kötődési helye szerinti izoméria.

### Homobidentát ligandumok
A két donor atom megegyezik. Például: oxaláto és pirokatechináto ligandum.

### Heterobidentát ligandumok
A két donoratom eltérő. Például: szaliciláto ligandum.